# Lamia (mytologi)

Lamia tolkad av Herbert Draper 1909.

Lamia var ett monster i den grekiska mytologin.
Lamia, dotter till Libya och Belus, var en vacker ung kvinna som var Zeus älskarinna, och som han ofta besökte. Det finns två versioner om vad som hände sedan, men båda två har samma sorgliga slut.
Enligt den ena historien blev Hera svartsjuk varje gång Lamia födde ett barn, så Hera dödade barnen. Till slut blev Lamia alldeles utom sig av sorg, och korsade vansinnets gräns. Hon blev svartsjuk på alla mödrar runt omkring, och det drev henne till att stjäla barnen i skydd av mörkret för att sedan äta dem. På grund av dessa vedervärdiga handlingar förvandlades Lamia till ett fult monster, med förmågan att ta ut sina ögon ur deras hålor när hon ville sova.
Den andra versionen berättar istället att Hera tvingade Lamia att äta sina egna barn så fort hon fött dem. Lamia förlorade förståndet, men det slutar inte där. Hon hade då utvecklat en smak för barn, och stal andras barn om natten för att äta dem. Lamia var någon som alla mödrar skrämde sina barn med. Ifall de inte uppförde sig skulle den barnätande Lamia komma och ta dem.